# Orticón

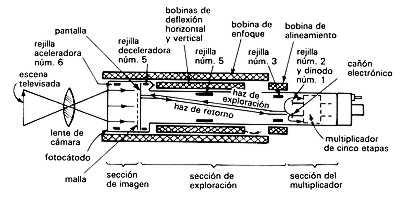
Diagrama simplificado de un tubo orticón.

El orticón es un tubo analizador de imagen basado en el iconoscopio pero, a diferencia de éste, el haz electrónico tiene una velocidad pequeña, a fin de evitar la emisión secundaria.

## Funcionamiento
Este tubo hace uso del principio de la fotoemisión. El objetivo proyecta una imagen en el fotocátodo. Este elemento, al recibir la luz en su cara inferior, provoca una emisión de electrones en cantidad proporcional a la luminosidad de la imagen enfocada.
Ante el fotocátodo se sitúa la pantalla o mosaico de emisión secundaria, que es positiva respecto al fotocátodo y, por ello, atrae hacia sí los electrones emitidos por éste. Para que el desplazamiento sea en línea recta existen bobinas de enfoque que garantizan su no desviación. Los electrones pasan por una malla o rejilla y chocan contra la pantalla provocando, por el choque, la aparición de electrones secundarios que son atrapados por la malla. La emisión de estos electrones secundario deja sobre el cristal de la pantalla un conjunto de cargas positivas que dan información referente a la imagen captada por el objetivo y proyectada sobre el fotocátodo.
Las cargas positivas se mantienen perfectamente repartidas gracias a la pantalla o mosaico de emisión secundaria; una lámina de un tipo de vidrio que presenta una alta resistencia en su superficie, e impide que las cargas positivas se desplacen hacia los lados.
La exploración de la imagen eléctrica presente en la cara interna de la pantalla se realiza mediante un haz de electrones defalcado: línea por línea De izquierda a derecha y de arriba abajo por unas bobinas de enfoque.
Los electrones generados por el cañón se desplazan a gran velocidad dada por una elevada energía cinética que provocaría, por el impacto contra la pantalla, una nueva liberación de electrones secundarios que alteraría las cargas presentes en la pantalla, originando una incorrecta reproducción de la imagen. Para evitar ese choque violento, el orticón incluye una rejilla o malla a la que se le aplica una tensión positiva. La malla actúa como freno de los electrones debido al efecto eléctrico de atracción entre cargas con diferente signo.
Los electrones provenientes del cañón de electrones (carga negativa), neutralizan las cargas positivas existentes sobre la superficie del espejo, volviendo hacia atrás a los electrones sobrantes. De esta manera, los electrones de retorno proporcionan una información sobre la imagen enfocada sobre el fotocátodo. Si la imagen enfocada es brillante, aparecerán de nuevo un gran número de cartas positivas sobre la pantalla y será necesario un gran número de electrones secundarios cuando choca contra ellas un electrón. Un orticón de imagen que disponga de cinco etapas multiplicadores produce una señal de vídeo de más o menos 100 milivoltios, que ya puede ser amplificado en una etapa convencional.